# Young Maylay
Christopher Bellard (Los Ángeles, Estados Unidos, 17 de junio de 1979), conocido como Young Maylay, es un actor de voz y rapero estadounidense. Es más conocido por su participación en el videojuego Grand Theft Auto: San Andreas como Carl "CJ" Johnson. Young Maylay tiene su álbum "San Andreas: The Original mixtape", inspirado por su papel en el juego. El álbum salió a la venta en 2005.

## Biografía
Chris Bellard nació el 17 de junio de 1979 en Los Ángeles, California. Creció involucrado en las guerras entre las distintas pandillas callejeras de Los Ángeles, de hecho él mismo fue miembro de los Crips, y comenzó a apasionarse por el rap desde muy pequeño. Elige seguir una carrera como rapero cuando se da cuenta de que no tiene otros medios para traer dinero a casa; Así conoce a King T, quien no sólo lo ayuda a crecer como rapero, sino también como persona.

## Carrera musical

### Primeros años: 2000 – 2005
Su carrera como rapero finalmente despegó en el año 2000, a la edad de 21 años. Con la ayuda de King T, Maylay hizo su primera aparición en Thug Thyle de Killa Tay, con la canción número uno Hottest Coast (Killa Cali) en 2000. Más tarde apareció en Summer Heat de Rodney O y Joe Cooley en 2002. A partir de entonces, apareció en muchas publicaciones de la costa oeste. Maylay escribió la mayor parte del álbum Ruthless Chronicles de King T. Fundó su propio sello independiente en 2005 con dinero de GTA San Andreas y lanzó su mixtape debut el mismo año.
San Andreas: The Original mixtape - Young Maylay es uno de sus mixtapes que fue lanzado al mercado el 5 de julio de 2005. Ha tenido numerosas promociones de ventas para la misma. Estas incluyeron un libre autografiada pegatina, en la petición de los clientes, una copia firmada de CD, y para los primeros 100 pedidos, recibían una grabación personalizada de sus MP3 favoritos CJ cita de GTA: San Andreas. El mixtape se basó en gran medida en el juego GTA: San Andreas y el carácter que retrató en él. 
El Real Servicio de Guardacostas - Young Maylay pistas de grabación en la actualidad para esta llegada de mixtape, que se producen por WC y DJ Crazy Toones.

## Discografía
2005: San Andrés: el mixtape original
2008: La verdadera guardia costera
2014: Vuelta a la escena
- Young Maylay en Internet Movie Database (en inglés).
- Young Maylay Online Archivado el 9 de diciembre de 2007 en Wayback Machine.
- Young Twitter Oficcial
- Discografía en Discogs

- Datos: Q732365